# دايتون (مقاطعة واوباكا)
دايتون، مقاطعة واوباكا (بالإنجليزية: Dayton, Waupaca County, Wisconsin)‏ هي بلدة تقع بولاية ويسكونسن في الولايات المتحدة. تبلغ مساحتها 94.2 (كم²)، وترتفع عن سطح البحر 272 م، بلغ عدد سكانها 2734 نسمة في عام 2000 حسب إحصاء مكتب تعداد الولايات المتحدة وتصل الكثافة السكانية فيها 30 نسمة/كم2.

## وصلات خارجية
- The US50 - Cities and Towns in Wisconsin State
- Wisconsin Cities and Towns, Facts, Map, Flag, Colleges, Government, and More